# آنتون چخوف
آنتون پاولاویچ چِخوف (به روسی: Анто́н Па́влович Че́хов)‏ (زادهٔ ۲۹ ژانویهٔ ۱۸۶۰ در تاگانروگ – درگذشتهٔ ۱۵ ژوئیهٔ ۱۹۰۴) پزشک، داستان‌نویس، طنزنویس و نمایش‌نامه‌نویس برجستهٔ روس بود. هرچند چخوف زندگی کوتاهی داشت و همین زندگی کوتاه همراه با بیماری بود اما بیش از شصت اثر ادبی آفرید.
او را بهترین و مهم‌ترین داستان کوتاه‌نویس برمی‌شمارند و در زمینهٔ نمایش‌نامه‌نویسی نیز آثار برجسته‌ای از خود به‌جا گذاشته‌است. چخوف در ۴۴ سالگی بر اثر بیماری سل درگذشت.
چخوف در نوشتن داستان‌های کوتاه توانایی داشت و در واقع نمایشنامه‌نویسی او نیز نوشتنِ داستان‌های کوتاهِ بلند بود. طنز او طنز بسیار خاصی است. بسیاری از منتقدان او انگشت بر فاصله‌گیری او از سیاست می‌گذاشتند. با آنکه چخوف به دنبال پیام اجتماعی یا اخلاقی نبود اما شیوهٔ او منجر به آن می‌شود که مثلاً در مقایسه با کسانی چون ماکسیم گورکی، نوشتار او جنبه‌های بیشتری از حقایق زندگی رعیت روسی را آشکار کند. به عقیدهٔ نابوکف فراتر از این، شخصی که داستایفسکی یا گورکی را به چخوف ترجیح دهد، ضروریات ادبیات روسی و زندگانی روسی و مهمتر از آن، ضروریات هنر ادبی جهانی را درک نخواهد کرد.
چخوف تشخیصی ایجاد کرده است که به او تعلق دارد. در آثار او موضوع وحشتناک این است که سطح زندگی روزمره، خود نوعی تراژدی است و انرژی آتشفشانی انسان‌ها شانسی برای ظهور ندارد. 

## زندگی

### تولد

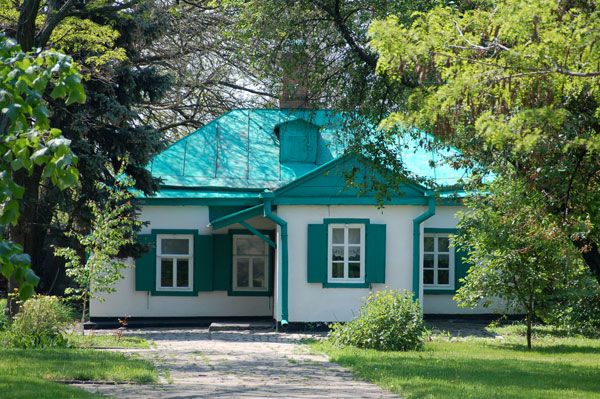
خانه‌ای در شهر تاگانروگ که چخوف در آن متولد شد

آنتون چخوف در ۲۹ ژانویهٔ‏ ۱۸۶۰ در شهر تاگانروگ، در جنوب روسیه، شمال قفقاز، در ساحل دریای آزوف به دنیا آمد. پدربزرگ پدری‌اش در مِلک کُنت چرتکف، مالک استان وارنشسکایا، سرف بود. او توانست آزادی خود و خانواده خود را بخرد. پدرش مغازهٔ خواربارفروشی داشت. او مرد مذهبی خشنی بود و فرزندانش را تنبیه بدنی می‌کرد. روزهای یک‌شنبه پسرانش (او پنج پسر داشت که آنتون دومین آن‌ها بود) را مجبور می‌کرد به کلیسا بروند و در گروه همسرایانی که خودش تشکیل داده بود آواز بخوانند. اگر اندکی ابراز نارضایتی می‌کردند آن‌ها را با چوب تنبیه می‌کرد. همچنین آن‌ها را در نانی آغاز کرد اما دو سال بعد در کلاس اول مدرسهٔ عادی به تحصیل خود ادامه داد. پدر چخوف شیفتهٔ موسیقی بود و همین شیفتگی او را از دادوستد بازداشت و به ورشکستگی کشاند.

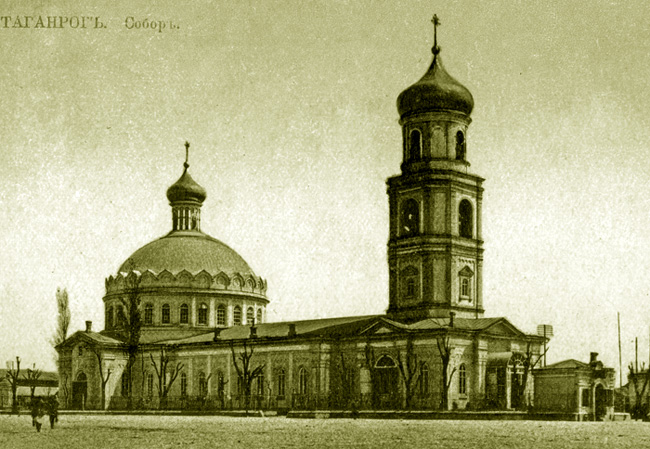
کلیسایی در شهر تاگانروگ که چخوف در آن در تاریخ ده فوریه ۱۸۶۰ غسل تعمید داده شد.

 او در سال ۱۸۷۶ از ترس طلبکارانش به همراه خانواده به مسکو رفت و آنتون تنها در تاگانروگ باقی ماند تا تحصیلات دبیرستانی‌اش را به پایان ببرد. او در سال‌های پایانی تحصیلات متوسطه‌اش در تاگانروگ به تئاتر می‌رفت و نخستین نمایشنامه خود را به نام بی‌پدری و بعد کمدی آواز مرغ بی‌دلیل نبود را نوشت. او در همین سال‌ها مجلهٔ غیررسمی و دست‌نویس الکن را منتشر می‌کرد که توسط برادرانش به مسکو هم برده می‌شد. برادر بزرگش، آلکساندر پاولویچ چخوف در سال ۱۸۷۶ به دانشگاه مسکو رفت و در رشتهٔ علوم طبیعی دانشکدهٔ ریاضی-فیزیک مشغول تحصیل بود و در روزنامه‌های فکاهی مسکو و پتربورگ داستان می‌نوشت. آنتون نیز در ۱۸۷۹ تحصیلات ابتدایی را تمام کرد و به مسکو رفت و در رشتهٔ پزشکی در دانشگاه مسکو مشغول تحصیل شد.

### آغاز نویسندگی

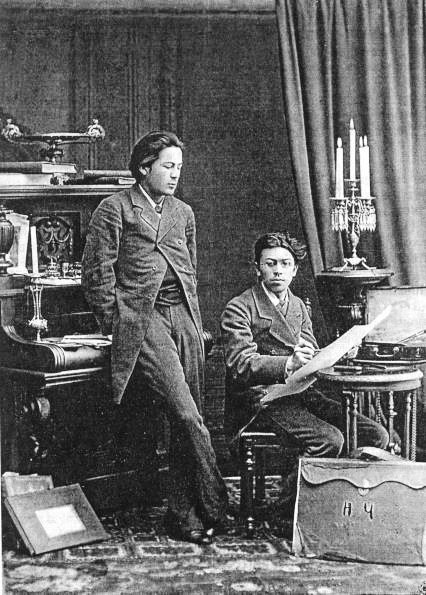
چخوف جوان (سمت چپ) به‌همراه برادر نیکلی در سال ۱۸۸۲

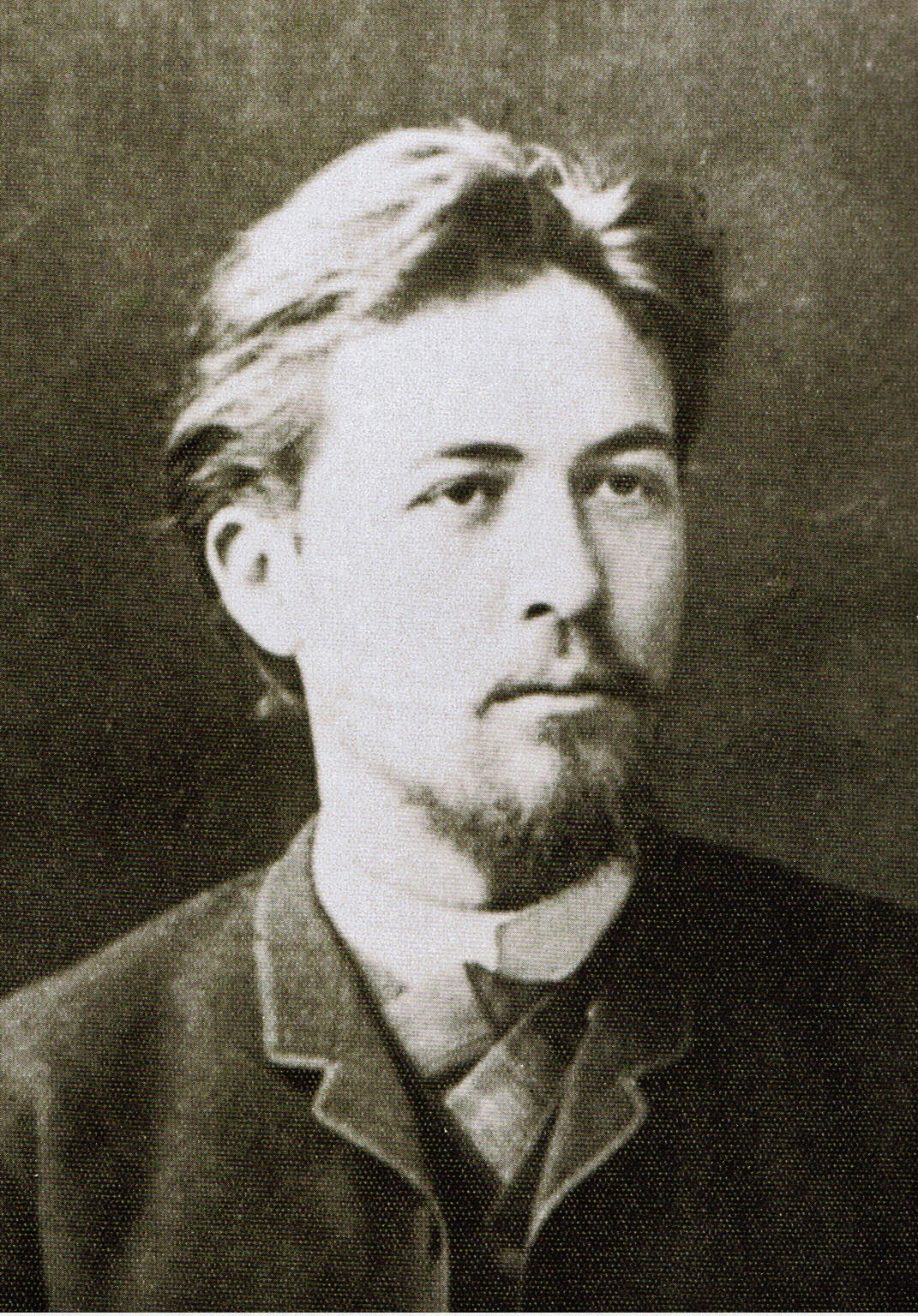
چخوف در سال ۱۸۸۹

چخوف در نیمهٔ سال ۱۸۸۰ تحصیلات دانشگاهی خود را در رشتهٔ پزشکی در دانشگاه مسکو آغاز کرد. در همین سال نخستین مطلب او چاپ شد. برای همین این سال را مبدأ تاریخی آغاز نویسندگی چخوف برمی‌شمرند. چخوف در نامه‌ای به فیودور باتیوشکوف می‌نویسد: «نخستین تکهٔ ناچیزم در ۱۰ تا ۱۵ سطر در نشریهٔ «دراگون فلای» در ماه مارس یا آوریل ۱۸۸۰ درج شد. اگر آدم بخواهد مدارا کند و این نوشتهٔ ناچیز را آغازی به‌حساب بیاورد، بنابراین سالگرد (بیست و پنج سال نویسندگی) من زودتر از ۱۹۰۵ فرا نخواهد رسید.» آنچه چخوف به آن اشاره می‌کند در واقع داستان کوتاهی است به نام «نامهٔ ستپان ولادیمیریچ اِن، مالک اهل دُن، به همسایهٔ دانشمندش، دکتر فریدریخ» که در مجلهٔ سنجاقک شمارهٔ ۱۰ منتشر شد. او در سال‌های ۱۸۸۰ تا ۱۸۸۴ علاوه برآموختن پزشکی در دانشگاه مسکو با نام‌های مستعاری مانند: آنتوشا چخونته، آدم کبدگندیده، برادر برادرم، روور، اولیس... به نوشتن بی‌وقفهٔ داستان و طنز در مجله‌های فکاهی مشغول بود و از درآمد حاصل از آن زندگی مادر، خواهر و برادرانش را تأمین می‌کرد. او در ۱۸۸۴ به عنوان پزشک فارغ‌التحصیل شد و در شهر واسکرسنسک، نزدیک مسکو، به طبابت پرداخت. اولین مجموعه داستان‌اش با نام قصه‌های ملپامن در همین سال منتشر شد و اولین نقدها دربارهٔ او نوشته شد. در دسامبر همین سال هنگامی که چخوف ۲۴ ساله بود اولین خلط‌های خونی که نشان از بیماری مهلک سل داشت مشاهده شد.

### فعالیت حرفه‌ای
چخوف بعد از پایان تحصیلاتش در رشتهٔ پزشکی به‌طور حرفه‌ای به داستان‌نویسی و نمایش‌نامه‌نویسی روی آورد. او در آثار مختلف خود از تجربیاتش به عنوان پزشک استفاده کرده است. در  در ۱۸۸۵ همکاری خود را با روزنامهٔ پتربورگ آغاز کرد. در سپتامبر قرار بود نمایش‌نامهٔ او به نام در جادهٔ بزرگ به روی صحنه برود که کمیتهٔ سانسور از اجرای آن جلوگیری کرد. مجموعهٔ داستان‌های گل‌باقالی او در ژانویهٔ سال بعد منتشر شد. در فوریه همین سال (۱۸۸۶) با آ. سووُربن سردبیر روزنامه عصر جدید آشنا شد و داستان‌های مراسم تدفین، دشمنو… در این روزنامه با نام اصلی چخوف منتشر شد. بیماری سل‌اش شدت گرفت و او در آوریل ۱۸۸۷ به تاگانروگ و کوه‌های مقدس رفت و در تابستان در باپکینا اقامت گزید در اوت همین سال مجموعهٔ در گرگ‌ومیش منتشر شد و در اکتبر نمایش‌نامهٔ بلندش با نام ایوانف در تئاتر کورش مسکو به روی صحنه رفت که استقبال خوبی از آن نشد.

### یالتا
بیماری سل چخوف شدت گرفت و او مجبور به اقامت در مکانی با آب‌وهوای بهتری شد. نخست به فرانسه رفت، سپس از اواخر دههٔ ۱۸۸۰ تا تقریباً آخر عمر خود در یالتا اقامت کرد. در این دوره بیماران بسیاری که دچار سل بودند به او مراجعه می‌کردند. تاسیس تئاتر هنری مسکو در دههٔ ۱۹۹۰ توسط یک بازیگر آماتور (کنستانتین استانیسلاوسکی) و ولادیمیر نمیروویج دانچنکو و اجرای نمایش‌های چخوف در آنجا، این تئاتر و نمایشها را به اوجی دیگر رساند. مرغ دریایی نماد این تئاتر شد، باغ آلبالو، دایی وانیا و سه خواهر در آنجا اجرا شدند.

### مرگ

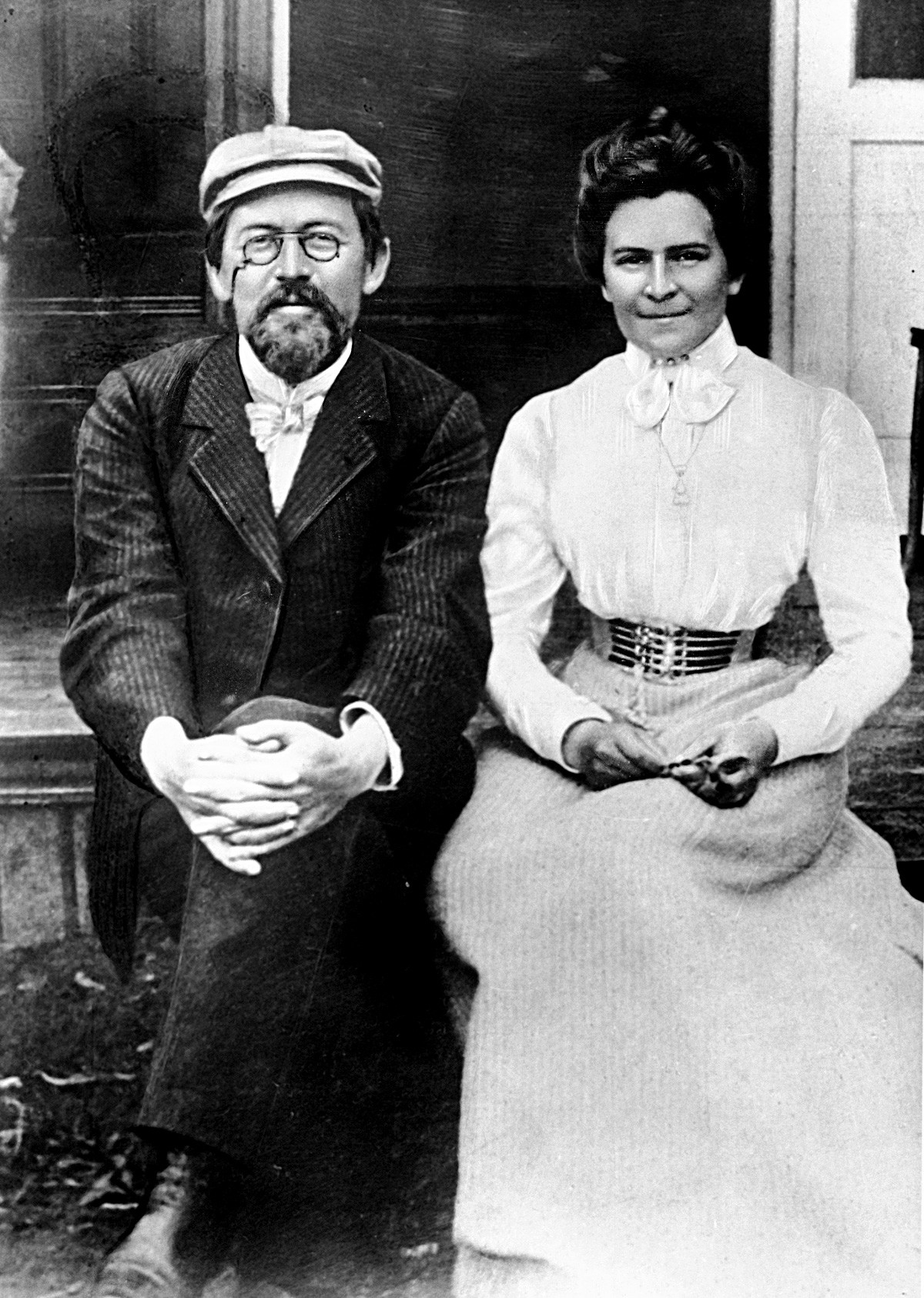
آنتون چخوف و همسرش اولگا کنیپر در ماه عسل به سال ۱۹۰۱

شدت بیماری چخوف تنها به او اجازه می‌داد در اجرای نخست شرکت کند و سپس به یالتا بازگردد. در سال ۱۹۰۴ با دشواری بسیار در اجرای نخست باغ آلبالو شرکت کرد و از او تقدیر شد. او اینبار برای درمان به بادن‌وایلر در آلمان رفت. در آنجا تنها سه هفته از عمرش باقی مانده بود و در ۲ ژوئیه ۱۹۰۴ درگذشت.

#### تشییع جنازه

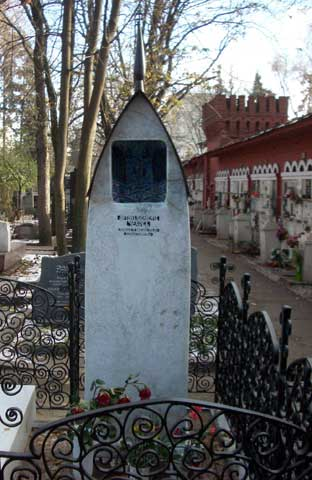
قبر چخوف در گورستان نووودویچی در مسکو

تشییع جنازهٔ چخوف یک هفته پس از مرگ او در مسکو برگزار شد. ماکسیم گورکی که در این مراسم حضور داشت بعدها به دقت جریان برگزاری مراسم را توصیف کرد. جمعیت زیادی در مراسم خاکسپاری حضور داشتند و تعداد مشایعت‌کنندگان به حدی بود که عبور و مرور در خیابان‌های مسکو مختل شد. علاوه بر نویسندگان و روشنفکران زیادی که در مراسم حضور داشتند حضور مردم عادی نیز چشم‌گیر بود. سرانجام در گورستان نووودویچی در شهر مسکو به خاک سپرده شد.

## آثار

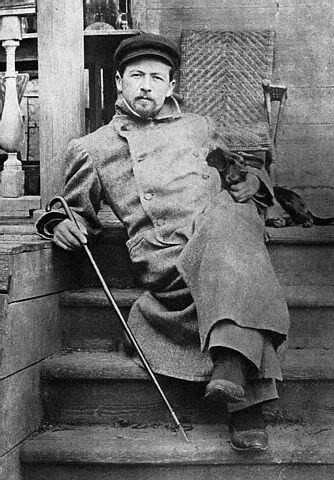
آنتوان چخوف در سال ۱۸۹۷

### داستان کوتاه

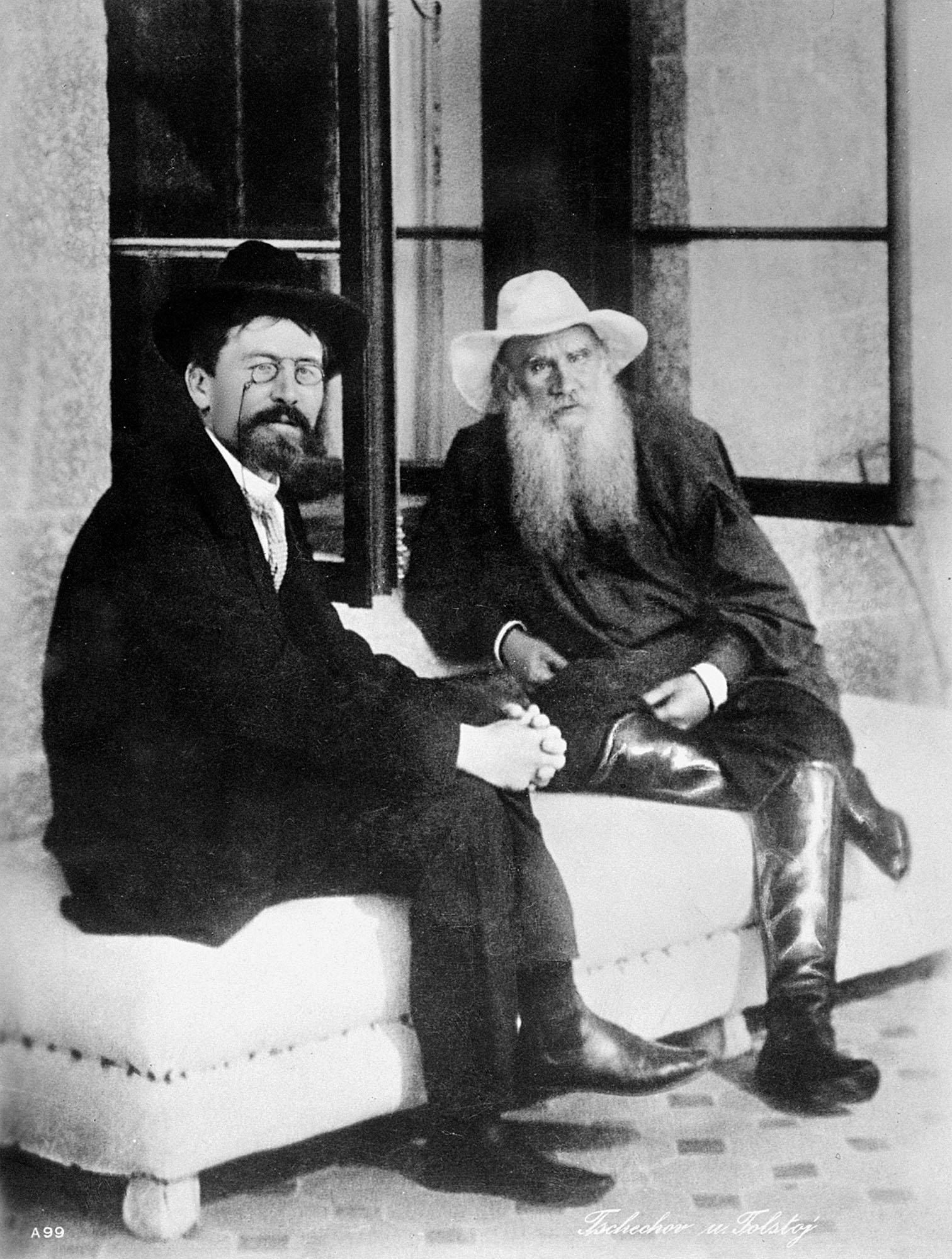
همراه با لئو تولستوی ۱۹۰۰

چخوف نخستین مجموعه داستانش را دو سال پس از دریافت درجهٔ دکترای پزشکی به چاپ رساند. سال بعد انتشار مجموعه داستان «هنگام شام» جایزه پوشکین را که فرهنگستان روسیه اهدا می‌کرد، برایش به ارمغان آورد. (الکساندر سِرگِیویچ پوشکین (به انگلیسی: Alexander Sergeevich Pushkin) شاعر و نویسندهٔ روسی سبک رمانتی‌سیسم است. که هر ساله به یاد وی خانه کتاب پوشکین تشکیل شد. هیئت داوران خانه کتاب پوشکین، فهرستی از بهترین آثار غیرداستانی را که به زبان انگلیسی دربارهٔ روسیه نوشته شده باشند، منتشر می‌کنند. چخوف بیش از هفتصد داستان کوتاه نوشته‌است. در داستان‌های او معمولاً رویدادها از خلال وجدان یکی از آدم‌های داستان، که کمابیش با زندگی خانوادگی «معمول» بیگانه است، تعریف می‌شود. چخوف با خودداری از شرح و بسط داستان مفهوم طرح را نیز در داستان‌نویسی تغییر داد. او در داستان‌هایش به جای ارائهٔ تغییر، سعی می‌کند به نمایش زندگی بپردازد. در عین حال، در داستان‌های موفق او رویدادهای تراژیک، جزئی از زندگی روزانهٔ آدم‌های داستان او را تشکیل می‌دهند. تسلط چخوف به نمایشنامه‌نویسی، باعث افزایش توانائی وی در خلق دیالوگ‌های زیبا و جذاب شده بود. او را «مهم‌ترین داستان کوتاه‌نویس همهٔ اعصار» نامیده‌اند.
چند داستان کوتاه:
از دیدگاه ولادیمیر نابوکوف، تمام قواعد سنتی داستانگویی در این داستان کوتاه (حدودا بیست صفحه) شکسته شده است و این داستان یکی از بزرگترین داستانهایی است که نوشته شده است.
- ۱۸۸۳ - از دفترچه خاطرات یک دوشیزه، ۱۸۸۴ - بوقلمون صفت،  ۱۸۸۷ - کاشتانکا، ۱۸۸۷ - نشان شیر و خورشید، ۱۸۸۹ - شرط‌بندی، ۱۸۹۲ - همسر، ۱۸۹۲ - اتاق شماره شش، ۱۸۹۹ - زندگی من

### داستان بلند
- دکتر بی‌مریض، داستان ملال‌انگیز، دوئل[۲۷]

### نمایش‌نامه‌ها

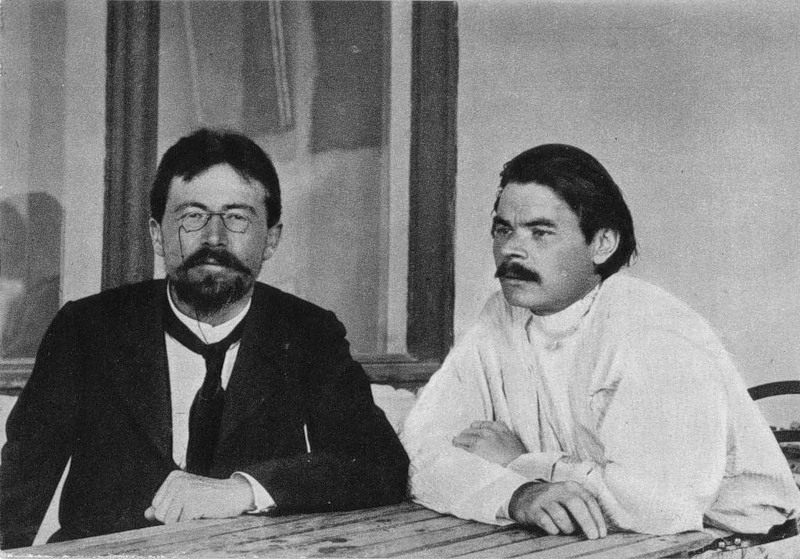
همراه با ماکسیم گورکی ۱۹۰۰

نخستین نمایش‌نامهٔ چخوف بی‌پدری است که چندان شناخته شده نیست و پس از آن ایوانف. یکی دو نمایش‌نامهٔ بعدی چخوف هم چندان موفق از کار در نیامد تا اینکه با اجرای نمایش «مرغ دریایی» در ۱۸۹۷ در سالن تئاتر هنری مسکو چخوف طعم نخستین موفقیت بزرگش را در زمینهٔ نمایش‌نامه‌نویسی چشید. همین نمایش‌نامه دو سال قبل از آن در سالن تئاتر الکساندریسکی در سنت پترزبورگ با چنان عدم استقبالی روبه‌رو شده بود که چخوف در میانهٔ دومین شب نمایش آن، سالن را ترک کرده بود و قسم خورده بود دیگر هرگز برای تئاتر چیزی ننویسد. اما همان نمایش‌نامه در دست بازیگران چیره‌دست تئاتر هنر مسکو، چخوف را به مرکز توجه همهٔ منتقدان و هنردوستان تبدیل کرد. بعدها با وجود اختلافاتی که میان چخوف و کنستانتین استانیسلاوسکی - کارگردان نمایش‌نامه‌های وی - پیش‌آمد آثار دیگری از چخوف - همچون «دایی وانیا» (۱۸۹۹)، «سه خواهر» (۱۹۰۱) و… نیز بر همان صحنه به اجرا درآمد. عمدهٔ اختلاف چخوف و استانیسلاوسکی بر سر نحوهٔ اجرای نمایش‌نامهٔ «باغ آلبالو» بود. چخوف اصرار داشت که نمایش‌نامه کاملاً کمدی است و استانیسلاوسکی مایل بود بر جنبهٔ تراژیک نمایش‌نامه تأکید کند.
چخوف نه فقط به ناتورالیسم افراطی استانیسلاوسکی می‌تازد، بلکه همچنین حال و هوای افسرده و غم‌انگیزی را که فکر می‌کرد به نمایشنامه‌اش تحمیل شده‌است، زیر سؤال می‌برد. در آوریل ۱۹۰۴، چخوف، در نامه‌ای به همسرش الگا می‌نویسد:
«چرا دائماً در پوسترها و روزنامه‌ها، نمایشنامه مرا درام می‌نامید؟
نمیروویچ دانچنکو و استانیسلاوسکی، در نمایشنامه من چیزی پیدا کرده‌اند که مطلقاً به آنچه من نوشته‌ام شباهتی ندارد، و من شرط می‌بندم که هیچ‌کدام از آنها، برای یک‌بار هم که شده، نمایشنامه مرا با شیفتگی، تا به آخر نخوانده‌است. مرا ببخش، اما به شما اطمینان می‌دهم که این عین حقیقت است.»
ایوانف، خرس، عروسی، مرغ دریایی، سه خواهر، باغ آلبالو، دایی وانیا، در جاده بزرگ،  خواستگاری، تاتیانا رپینا، آواز قو

#### مرغ دریایی
در سال ۱۸۹۶ اجرای نمایش در پترزبورگ یک شکست تمام عیار بود. در سال ۱۸۹۸ اجرای آن در تئاتر هنری مسکو موفقیت بزرگی به همراه داشت. اولین صحنه گفتگوی مابین دو شخصیت خُرد است. چخوف نیز مانند ایبسن مایل به آن بود که به سرعت توصیف را به پایان برساند. نوسان کاملاً طبیعی در نمایش‌نامه، ارتباط جزئیات کوچکِ عجیب نشانهٔ نبوغ چخوف است. در بخش دوم، ترپلف با مادرش گفتگو می‌کند. مادر که خودش بازیگر حرفه‌ای نمایش است به دختری حسادت می‌کند که قرار است در نمایش پسرش ایفای نقش کند. جزئیات سرگرم‌کننده‌ای در این بخش وجود دارند. مونولوگ طولانی‌ای پس از آن می‌آید. مادر، دوست نویسنده‌ای به نام تریگورین دارد (تولستوی و زولا در کنار هم قرار می‌گیرند که کسی پس از آن دو به سراغ تریگورین نمی‌رود).
جزئیات حاکی از آن هستند که ترپلف زندگی خود را خراب کرده و دختر جوان (نینا) هیچگاه شاد نخواهد بود. حضاز از جمله پزشکی به نام دورن فرا می‌رسند، نمایش آغاز می‌شود. تمسخر آرکادینا، منجر به خشم و فریاد ترپلف و به دنبالش پایان نمایش می‌شود. ترپلف قصد نابودی صورت‌های قدیمی هنر را دارد اما جایگزینی برای آن ایجاد نکرده است. چخوف شخصیت اصلی نمایشنامه خود را (شخصیتی مثبت) شاعری خُرد قرار داده و در همان زمان استعداد واقعی را به شخصیت‌هایی در نمایش داده (آرکادینا و تریگورین) که کمترین میزان خوشایندی را دارا هستند. دورن به ترپلف می‌گوید که از نمایش او را دوست داشته است. در پایان پردهٔ اول منتقدان ناراضی رها می‌شوند.

## سبک‌شناسی
چخوف به یک میزان به عنوان هم نویسندهٔ داستان کوتاه و هم نمایشنامه‌نویس شناخته می‌شد. در قرن بیست و یکم تاثیر او همچنان بر داستان کوتاه و به میزان کمتر بر نمایشنامه‌نویسی دیده می‌شود. شخصیت‌های چخوف، انسان‌های زنده‌ای بودند که او بدون آنکه به دنبال پیام سیاسی باشد و یا سنت‌های نویسندگی دغدغه‌اش باشد به آنها می‌پرداخت. او برای انتقال معنا به جریان‌های زیرینِ اشاره متکی بود. چخوف در نوشتن داستان‌های کوتاه توانایی داشت و در واقع نمایشنامه‌نویسی او نیز فقط نوشتن داستان‌های کوتاهِ بلند بود. حتی آثار بلند او (دوئل و سه سال) نیز کوتاه هستند. طنز چخوف طنز بسیار خاصی است. سبک چخوف، انتخاب واژگان او و ... دغدغه‌های کسانی چون گوگول، گوستاو فلوبر و هنری جیمز را در بر نداشت. چخوف نمونهٔ بسیار مناسبی برای آن است که نشان داده شود یک نویسنده می‌تواند هنرمند کاملی باشد بدون آنکه تفکر خود بر روی واژگان را بسیار روشن نشان دهد. او حتی از کمی دستور زبان بد پروا ندارد.
با وجود این نقص‌ها، ادراک زیبایی هنری چخوف چشمگیر است. طنز او آرام و جزئی است و بر شرایط خاکستری زندگانی شخصیت‌ها غلبه می‌یابد و بسیار با روان‌شناسی عمومی تاریخ اجتماعی روسیه در قرن نوزدهم پیوند دارد. بسیاری از منتقدان او با ذهنیت سیاسی انگشت بر فاصله‌گیری او از سیاست می‌گذاشتند. با آنکه چخوف هیچگاه به دنبال پیام اجتماعی یا اخلاقی نبود اما شیوهٔ او منجر به آن می‌شود که مثلاً در مقایسه با کسانی چون ماکسیم گورکی، نوشتار او جنبه‌های بیشتری از حقایق سیاه زندگی رعیت روسی را آشکار کند. به عقیدهٔ نابوکف فراتر از این، شخصی که داستایفسکی یا گورکی را به چخوف ترجیح دهد، هیچگاه ضروریات ادبیات روسی و زندگانی روسی و مهمتر از آن، ضروریات هنر ادبی جهانی را درک نخواهد کرد.
در یونانیان، در بسیاری از نمایش‌نامه‌های فرانسوی و در ایبسن، تشخیص به معنای کشف رازی است نشان می‌دهد همه چیز آن طور نیست که در تمام این سالها به نظر می‌رسید. در دایی وانیا تشخیص به این معناست که آنچه در تمام این سالها به نظر می‌رسید چنین باشد، اگرچه کسی در باورش تردید داشت، واقعا همان است که بود و خواهد ماند. این موضوع کشف وانیا و به تدریج (در جریان پردهٔ آخر) کشف دیگران است. چخوف تشخیصی ایجاد کرده است که به تمامی به او تعلق دارد. در ایبسن موضوع وحشتناک این است که سطح زندگی روزمره فریبی نرم است. در چخوف موضوع وحشتناک این است که سطح زندگی روزمره، خود نوعی تراژدی است. در ایبسن، تمامی سطح زندگی در اثر فوران آتشفشانی منفجر می‌شود. در چخوف، پوسته بسیار سفت است؛ انرژی آتشفشانی انسان‌ها هیچ شانسی برای ظهور ندارد.
دایی وانیا با این پیشنهاد آغاز می‌شود که ممکن است چنین باشد. با دانستن اینکه مطمئنا چنین است، پایان می‌یابد، آگاهی‌ای که در همهٔ شخصیت‌هایی که قادر به آگاهی باشند (آستروف، وانیا، سونیا و یلنا)، مشترک است. این رشد از جهل به آگاهی تجربهٔ اصلی از نمایش‌نامه است (لحظهٔ تشخیص یا اثبات تجربی، فوران وانیا پیش از تیراندازی).